# 裂唇虎舌兰
裂唇虎舌兰（学名：Epipogium aphyllum）为兰科虎舌兰属下的一个种。